# Rivière Saumon (Papineau)
Pour les articles homonymes, voir Rivière au Saumon et Saumon (homonymie).
La rivière Saumon est un cours d'eau coulant vers le sud-ouest en parcourant uniquement de territoire de la municipalité de Notre-Dame-de-Bonsecours, dans la municipalité régionale de comté (MRC) de Papineau, dans la région administrative de l'Outaouais, au Québec, au Canada.
Les activités récréotouristiques s'avèrent la principale activité économique de cette vallée; la sylviculture, en second; et l'agriculture, dans la partie inférieure.

## Géographie
Les bassins versants voisins de la rivière Saumon sont :
- côté nord :
- côté est : la Petite rivière Saumon ;
- côté ouest : Crique à Hébert, rivière Saumon Ouest, crique Rouge ;
- côté nord : lac Papineau.

La rivière Saumon descend dans une vallée étroite, bordée de falaises, en territoire forestier et montagneux, sauf en traversant la bande de terre limitrophe de la rivière des Outaouais. La villégiature est plutôt rare sur le parcours de la rivière.
L'embouchure du lac Papineau est situé du côté sud d'une baie longue de 1,0 km. À partir de l'embouchure du lac Papineau, la rivière Saumon descend sur 22,4 km, avec une dénivellation de 135 m, selon les segments suivants:
- 3,7 km vers le sud-ouest en traversant une zone de marais vers la fin de ce segment, jusqu'à la décharge du lac Falls venant du nord-est ;
- 1,3 km vers le sud-ouest en recueillant les eaux du ruisseau Bent, puis un traversant une zone de marais, jusqu'à la rive ouest du lac du Poisson Blanc ;
- 1,6 km vers le sud jusqu'à un petit lac qui reçoit par l'ouest la décharge du lac du Cèdre ;
- 1,0 km vers le sud-est jusqu'à la décharge d'un ensemble de lacs, notamment: Maholey, Craig, lac à Jimmy, Double, Cameron, à la Perchaude et Schryer ;
- 2,8 km vers l'ouest, puis le sud-ouest, en traversant le Rapide Black, jusqu'à la décharge du lac Balsam venant du nord-ouest ;
- 1,1 km vers le sud jusqu'à la décharge de la rivière Saumon-Ouest venant de l'ouest ;
- 4,8 km vers le sud-ouest coulant dans une étroite vallée entre des falaises de montagnes, en recueillant les eaux de la décharge du lac Presseau, jusqu'à décharge du lac Écho venant de l'ouest ;
- 4,4 km vers le sud-ouest jusqu'au Crique à Pesant venant de l'ouest ;
- 1,7 km vers l'ouest jusqu'à l'embouchure qui se déverse dans la rivière des Outaouais à 1,5 km à l'est de l'hôtel de ville de Montebello. La rivière Saumon se déverse dans la rivière des Outaouais entre la baie chez Huneault et la baie chez Laurier-Laroche, en amont de la batture à Kemp. L'embouchure de la rivière Saumon est située presque en face du hameau Lefaivre, située en Ontario[2].

À partir de la confluence entre la rivière Saumon et la rivière des Outaouais, le courant descend sur km en suivant le cours de la rivière des Outaouais, jusqu'au fleuve Saint-Laurent.

## Toponymie
Jadis, ce cours d'eau était désigné rivière Kinonge, un hydronyme d'origine amérindienne de la nation algonquine signifiant brochet. Le toponyme rivière Kinonge est indiqué sur la carte de la seigneurie de La Petite-Nation, datée de 1854 ou 1855, sous la forme rivière Kinonge ou Saumon et aussi sur la carte de la seigneurie de La Petite-Nation de 1887, sous la forme rivière au Saumon ou Kinongé.
Le toponyme rivière Saumon a été officialisé le 3 novembre 1983 à la Banque des noms de lieux de la Commission de toponymie du Québec.